# Biliardo ai Giochi mondiali
| Biliardo ai Giochi mondiali | Biliardo ai Giochi mondiali |
| Specialità                  | Specialità                  |
| --------------------------- | --------------------------- |
| Carambola                   |                             |
| Palla 9 (pool)              |                             |
| Snooker                     |                             |
| Edizione                    | Titoli                      |
| 2001                        | 4                           |
| 2005                        | 4                           |
| 2009                        | 4                           |

Il biliardo è stato introdotto ai Giochi mondiali a partire da Akita 2001 ed è stato riconfermato come sport ufficiale per le due edizioni successive.

## Carambola a tre sponde

### Singolo uomini
| Edizione       | Oro            | Argento           | Bronzo         |
| -------------- | -------------- | ----------------- | -------------- |
| Akita 2001     | Daniel Sánchez | Dick Jaspers      | Sang Chu Lee   |
| Duisburg 2005  | Daniel Sánchez | Dick Jaspers      | Semih Sayginer |
| Kaohsiung 2009 | Dick Jaspers   | Torbjörn Blomdahl | Marco Zanetti  |

## Palla 9

### Singolo uomini
| Edizione       | Oro             | Argento          | Bronzo        |
| -------------- | --------------- | ---------------- | ------------- |
| Akita 2001     | Yang Ching-shun | Ralf Souquet     | Thomas Engert |
| Duisburg 2005  | Chang Pei-Weo   | Thorsten Hohmann | Rodney Morris |
| Kaohsiung 2009 | Ralf Souquet    | Yang Ching-shun  | Stephan Cohen |

### Singolo donne
| Edizione       | Oro            | Argento        | Bronzo         |
| -------------- | -------------- | -------------- | -------------- |
| Akita 2001     | Janette Lee    | Karen Corr     | Chen Chun-Chen |
| Duisburg 2005  | Jasmin Ouschan | Chen Chun-Chen | Line Kjörsvik  |
| Kaohsiung 2009 | Allison Fisher | Jasmin Ouschan | Lin Yuan-Chun  |

## Snooker

### Singolo uomini
| Edizione       | Oro            | Argento       | Bronzo          |
| -------------- | -------------- | ------------- | --------------- |
| Akita 2001     | Bjorn Haneveer | Marlon Manalo | Shokat Ali      |
| Duisburg 2005  | Gerard Greene  | Ding Junhui   | Bjorn Haneveer  |
| Kaohsiung 2009 | Nigel Bond     | David Grace   | Mohammed Shehab |